# 白鬚橋

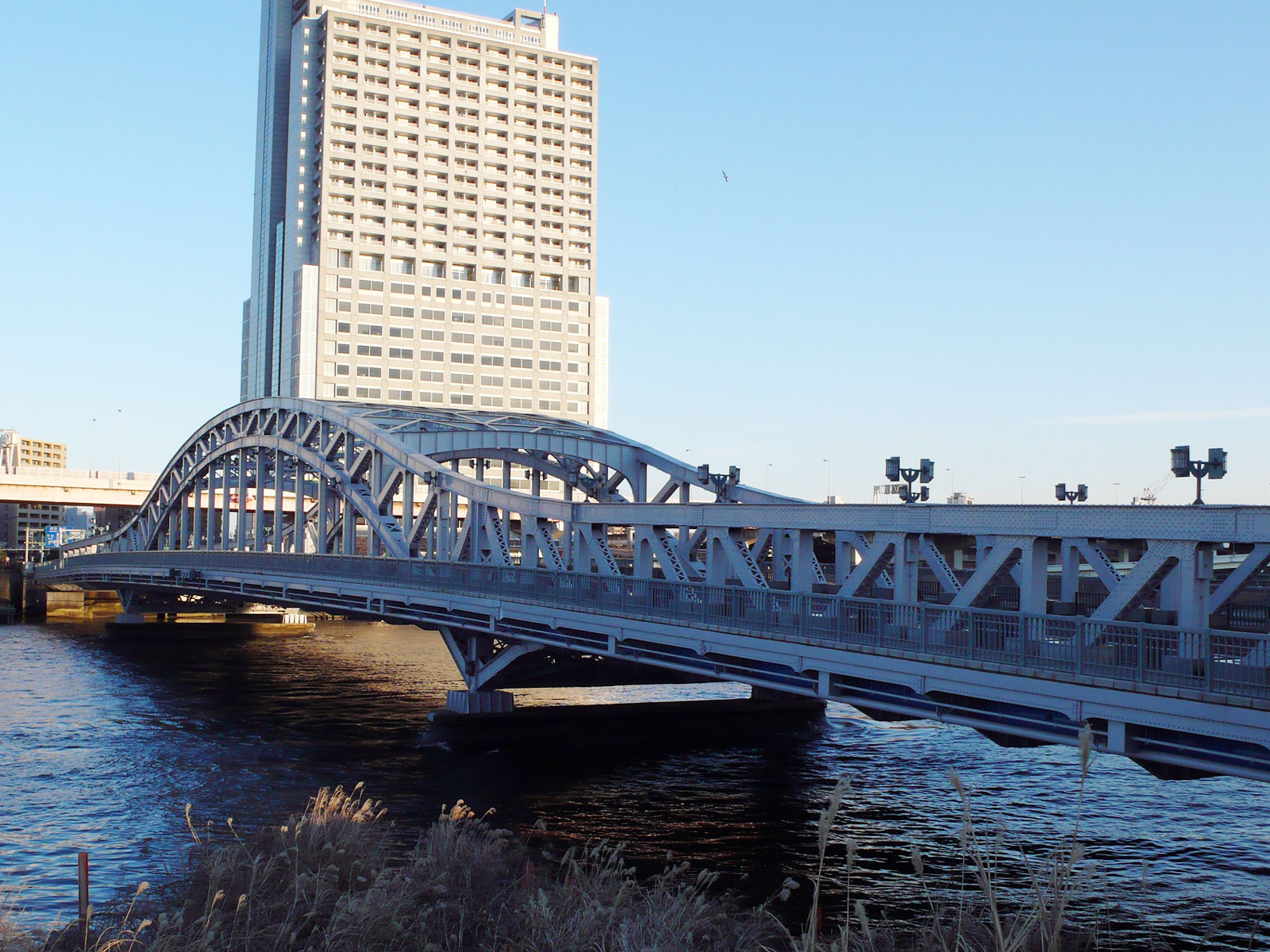
東京都荒川区から(2008年1月)

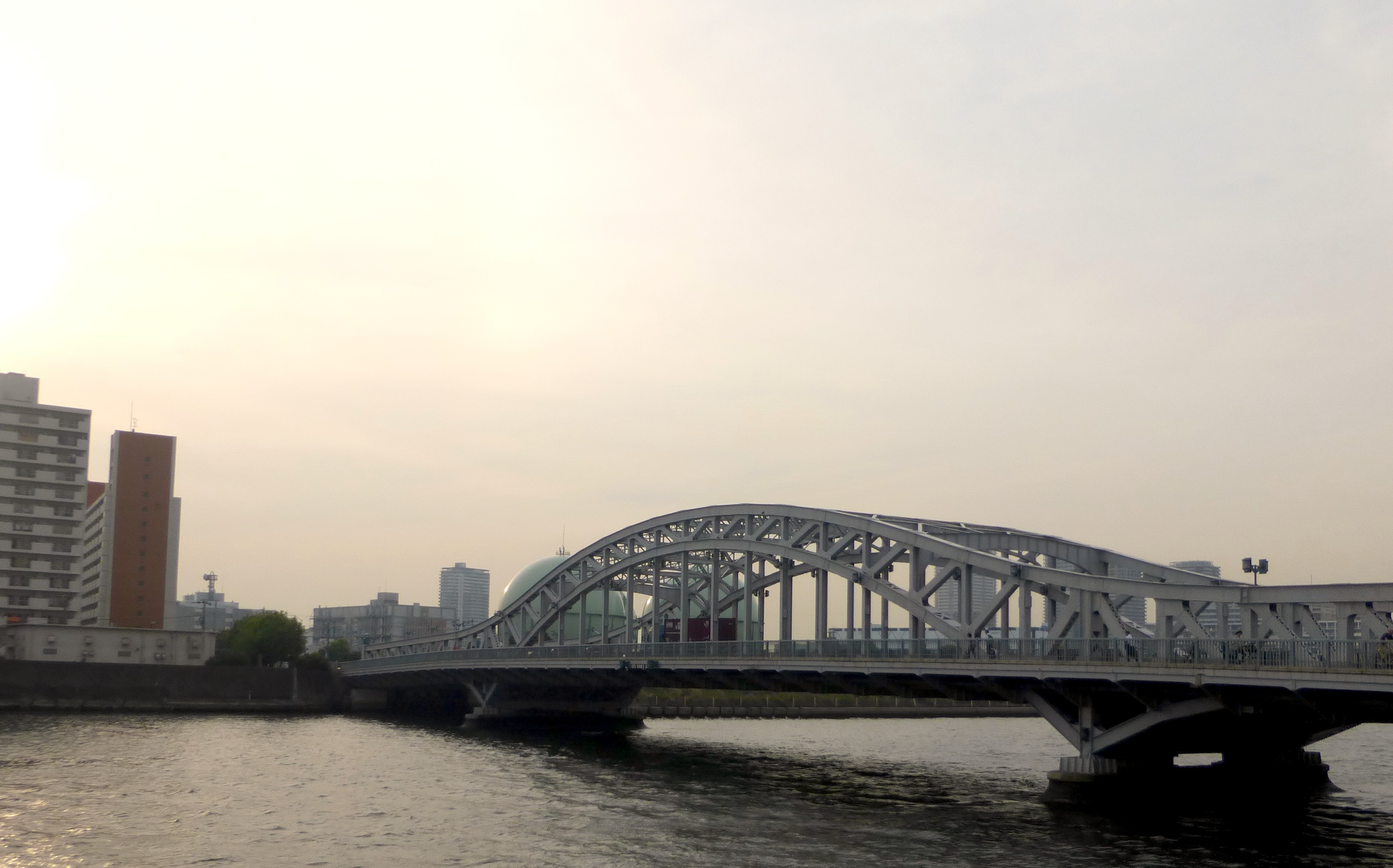
東京都墨田区から(2015年4月)

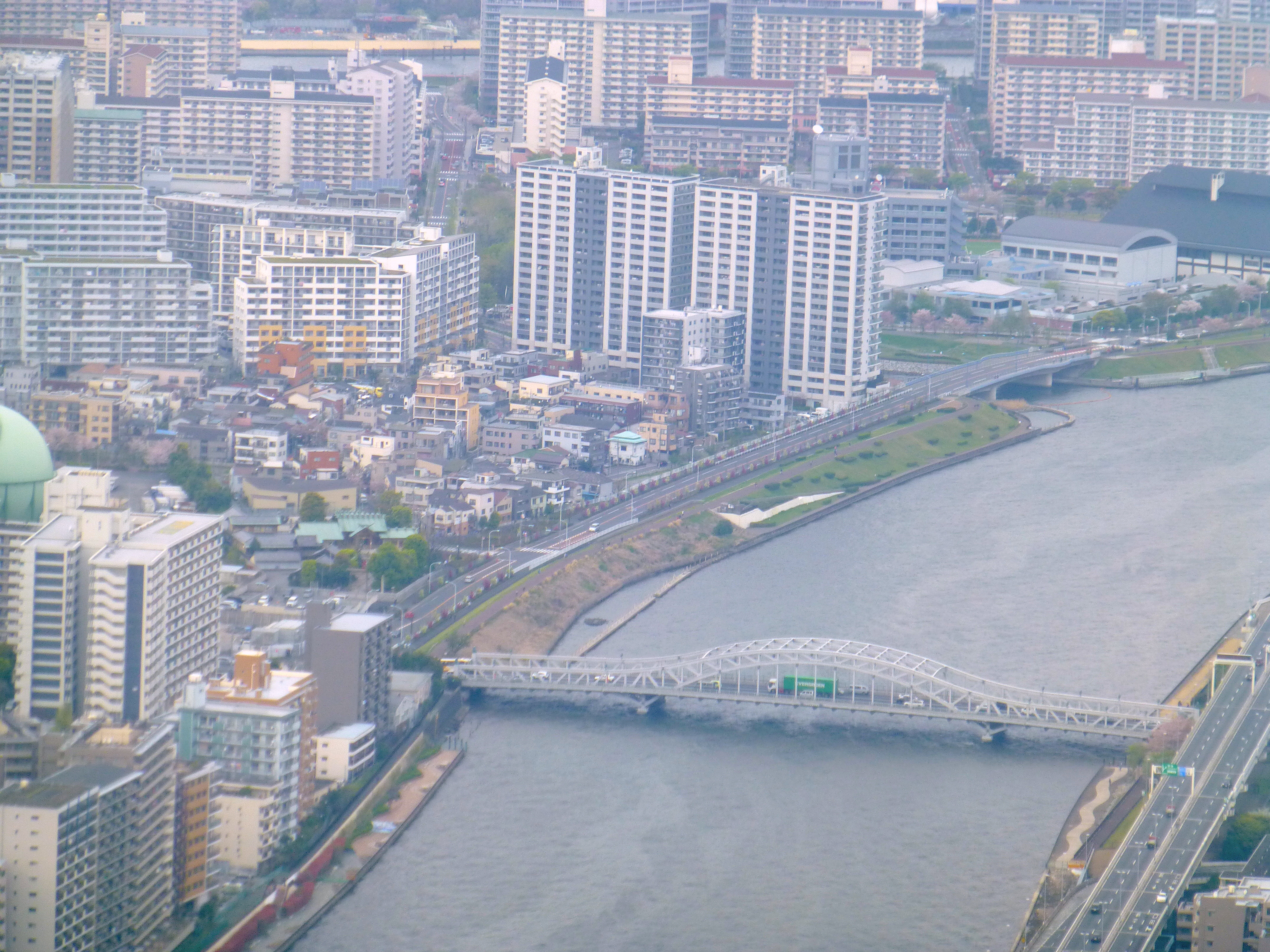
東京スカイツリーから(2016年4月)

白鬚橋（しらひげばし）は、隅田川にかかる橋で、東京都道306号王子千住夢の島線（明治通り）を通す。西岸は荒川区南千住三丁目と台東区橋場二丁目を分かち、東岸は墨田区堤通一丁目と二丁目を分かつ。橋名は東岸にある「白鬚神社」に因む。なお、白「髭」（くちひげの意）と誤記されることがあるが、白「鬚」（あごひげの意）が正しい表記である。

## 歴史
創架は1914年（大正3年）5月。近在の人々が基金を募って資本金を作り「白鬚橋株式会社」を設立、大正2年4月に着工して約一年で完成した木橋である。長さは130間（約230メートル）であったと伝えられる。橋に番小屋を置き、大人一人1銭の通行料を取ったが、当時は渡し舟も多く走り、経営は苦しかったという。後に2銭に値上げするも間に合わず橋の維持に支障をきたすようになり、1925年（大正14年）に東京府が買い取った。
関東大震災の被害に遭ったわけでは無いが、復興計画にあたって一等大路第三類第16号線（現在の明治通り）の隅田川を横断する箇所ということで、現在の鉄橋に架け替えられることとなった。
もともと「橋場の渡し」と「白鬚の渡し」という渡船場があった場所であり、特に橋場の渡しは江戸時代、文禄3年（1594年）に千住大橋が完成して主だった街道筋が移されるまでは、隅田川を渡る中心地であった。伊勢物語での東下りの中で主人公（在原業平と同一視される）が有名な「言問」の歌を詠んだのはこの渡しとされる。

## 橋の概要
- 構造形式: 下路式ブレースドリブドタイドアーチ橋
- 橋長: 167.6メートル[1]
- 幅員: 24.1メートル[1]
- 鋼材重量：1,923トン[1]
- 着工: 昭和3年（1928年）7月[1]
- 竣工: 昭和6年（1931年）6月[1]
- 施工主体: 東京府
- 橋梁設計: 増田淳
- 橋桁製作: 川崎造船所
- 同様形式の橋：旭橋

## 路線バス
- 都営バス
  - 里22 日暮里駅 - 三河島駅 - 荒川区役所 - 泪橋 - 橋場二丁目 - 東向島広小路 - 亀戸駅

## 作品
- 早乙女勝元『美しい橋』[3]

## 隣の橋
- 隅田川

（上流） - 千住汐入大橋 - 水神大橋 - 白鬚橋 - 桜橋 - 言問橋 - （下流）